# Песков (Ровненская область)
Песков (укр. Пісків) — село в Костопольской городской общине Ровненского района Ровненской области Украины.
До 2020 года входило в Костопольский район.
Население по переписи 2024 года составляло 1053 человек. Почтовый индекс — 35032. Телефонный код — 3657. Код КОАТУУ — 5623486501.